# Варјази
Варјази (стнорд. Væringjar) је било име које су Грци и Источни Словени наденули Викинзима, који су владали Кијевском Русијом од 9. до 11. века и образовали византијску Варјашку гарду.
Према Повести минулих лета, група Варјага познати по имену Рус под вођством Рјурика су се 862. населили у Новгороду. Пре Рјурика, Руси су можда владали ранијим хипотетичким ентитетом. Рјуриков рођак Олег је освојио Кијев 882. године и основао је Кијевску Русију, којом ће касније владати Рјурикови потомци.
Бавећи се трговачки, пиратским и плаћеничким активностима, Варјази су пловили рекама Гардарикија, како је област северно од Црног мора била позната у нордијским сагама. Варјази су контролисали поволшки трговачки пут (пут од Варјага до Арапа), повезујући Балтичко море са Каспијским језером и Дњепарски трговачки пут (пут од Варјага до Грка), који је водио до Црног мора и Цариграда. То су били трговачки путеви од критичке важности који су повезивали Европу из мрачног века са богатим и развијеним Арапским калифатом и Византијским царством. Већина сребрног новца је дошла са Истока на Запад овим путем. Привучени богатством Цариграда, Варјази су започели бројне Руско-византијске ратове, а исход неких су били повољни трговачки уговори. Најкасније од почетка 10. века многи Варјази су служили као плаћеници у Византијској војсци, чинећи Варјашку гарду, личну стражу византијских царева. Већина њих, и у Византији и у источној Европи, на крају је преобраћена из паганизма у православље, што је кулминирало покрштавањем Кијевске Русије 988. Поклапајући се са окончањем викиншког доба, долазак Скандинаваца у Русију је прекинут, а Варјази су постепено асимиловани у Источне Словене до краја 11. века.

## Кијевска Русија
Пошто су се населили у Алдеигји током 750-их, скандинавски колонисти су играли важну улогу у раној етногенези народа Рус и оснивању Руског каганата. Варјази се први пут помињу у Повести минулих лета како су 589. приморали словенске и финске народе да плаћају данак. Викинзи су се брзо ширили северном Европом; Енглеска је почела да плаћа данегелд, а Куронци из Гробина су се суочили са инвазијом Швеђана отприлике у исто време. Највише због географских разлога, често се наводи да је већина Варјага који су се населили у источном Балтику, Русији и јужнијим земљама дошли из области данашње Шведске.
У 9. веку, Руси су трговали дуж Поволшког трговачког пута, који је повезивао северну Русију (Гардарики) са Блиским истоком (Серкланд). Трговина Волгом је опала крајем века, а трговина путем од Варјага до Грка га је брзо сменила у популарноси. Осим Ладоге и Новгорода, Гнездово и Готланд су били важни центар варјашке трговине. Велика већина (40.000) свих арапских новчића из арапског периода је пронађено у Готланду. У Сканији, Оланду и Апланду је пронађено укупно 12.000 новчића. Друге скандинавске области имају раштркана налазишта, са 1000 новчића пронађених у Данској и око 500 у Норвешкој. Византијски новчићи (око 400) су пронађени скоро искључиво у Готланду.
Према „Повести минулих лета“, финска и словенска племена у области Новгорода су устали против својих варјашких господара и протерали их преко мора назад у Скандинавију, али су убрзо почели да ратују међу собом. Да би учинили крај анархији, северна словенска и финска племена су споразумно решила, да позову Варјаге да дођу и владају над њима. Предвођени Рјуриком и његовом браћом Трувором и Синеусом, позвани Варјази (називани Руси, су се населили око Холмгарда (Новгорода). „Повест минулих лета“ два пута именује Русе међу другим варјашким народима, укључујући Швеђане, Нормане, Англе и Гуте. Нормани је староруски назив за Норвежане, док се Англи могу схватити као Данци). На неким местима „Повест минулих лета“ спомиње Словене и Русе као различите народе, док их у другим примерима меша.
Под вођством Рјуриковог рођака Олега, Варјази су се ширили на југ, преотевши од Хазара Кијев 882. године и основавши Кијевску Русију, којом ће касније владати Рјурикови потомци. Привучени богатством Цариграда и арапског света, Варјази су започели бројне руско-византијске ратове, а исход неких су били повољни трговачки уговори. У међувремену, Рјурикови потомци су проширили руску државу и ујединили локална племена. Контакти са Византијом су се проширили, што је кулминирало покрштавањем Кијевске Русије 988. за време кнеза Владимира Великог.
Као што је случај са нордијским утицајем у Нормандији и Британским острвима, варјашка култура није преживела ни на Истоку. Уместо тога, варјашка владајућа класа два моћна града-државе Новгорода и Кијева је постепно славинизована до краја 11. века. Међутим, Рјурикови потомци су припадали владајућим династијама средњовековне Кијевске Русије и њених кнежевина-наследница Галиције-Волиније, Чернихова, Владимира-Суздаља, Велике московске кнежевине и били су оснивачи Руског царства. Име народ Рус се задржало у имену данашње Русије и Белорусије и њихових становништва.

## Исламски свет
Руси су се појавили први пут у Серкланду у 9. веку, путујући као трговци дуж Поволшког трговачког пута, продајући крзно, мед и робове. Ризнице сребрног новца кованог у 9. веку у Багдаду су пронађену у Шведској, нарочито у Готладну. Прве мале пљачке су се десиле крајем 9. и почетком 10. века. Руси су прву велику експедицију предузели 913. Након што су дошли на 500 бродова, опљачкали су Горган, на територији данашњег Ирана, и околне области, узевши робове и добра. На свом повратку, пљачкаше су напали и поразили хазарски муслимани из делте Волге, а оне које су побегли убили су локална племена средње Волге.
Током следеће експедиције 943. Руси су заузели Барду, престоницу Кавкаске Албаније у данашњем Азербејџану. Руси су остали тамо неколико месеци, убили многе становнике града и прикупили значајан плен. Тек из је појава дизентерије приморала да оду са својим пленом. Кијевски кнез Свјатослав I је заповедао следећим нападом, који је уништио хазарску државу 965. Свјатославов поход је успоставио руску контролу над трговачким путевима у правцу север-југ, чиме је промењена демографска структура региона. Пљачкашки походи су се наставили током тог периода, а последњи скандинавски покушај да поново успоставе руту ка Каспијском мору је предводио Ингвар Путешественик 1041.

## Византија
Најранији византијски записи о народу Рус би могли бити написани пре 842. Они су сачувани у грчком Житију светог Ђорђа Амстриског, који говори о пљачкашком походу који је стигао све до Пафлагоније. Истовремени помен о присуству Руса у Византији је записан у франачким Аналима Светог Бертина. Они се односе на изасланство са двора византијског цара које је посетило Лудвига Побожног у Ингелхаму. У овој делегацији су била два човека који су себе звали Rhos. (Rhos vocari dicebant, тј. „говорили су да се зову Руси“) Лудвиг се распитивао о њиховом пореклу и открио је да су они Швеђани. Плашећи се да су они можда шпијуни своје браће Данце, Лудвиг је наредио да се они затворе.
Руси из Кијева су под Аскољдом и Диром 860. покренули свој први напад на Цариград. Исход овог напада је нејасан, али су Варјази наставили са својим напорима, пошто су редовно пловили из Дњепра у Црно море. Арапски хроничари су забележили поход на Каспијско језеро током 870-их, 910, 911, 913, 943 и касније. Иако су Руси имали углавном мирољубив трговачки однос са Византицима, владари Кијева су покренули релативно успешну поморску експедицију и неуспешан поход 941. на Цариград, као и велику инвазију Балкана коју је извео Свјатослав I од 968. до 971. Ови походи су били успешни у тој море да су приморали Византице да измене руско-византијске трговачке споразуме; у војном смислу Варјази су обично трпели поразе од надмоћнијих византијских снага, нарочито на мору због византијске употребе грчке ватре.

### Варјашка стража
Варјашка гарда је била део византијске војске и лична гарда византијских царева од 9. до 14. век. У почетку су је чинили Варјази који су дошли из Кијевске Русије.
Гарду је први пут основао цар Василије II, након покрштавања Кијевске Русије и савеза са Владимиром Великим, који је послао Василију 6.000 људи као део споразума о савезу. Василијево неповерење према домаћим византијским стражарима, чија се оданост често мењала са фаталним последицама, као и доказана оданост Варјага, од који су многи и раније служили у Византији, утицало је на цара да их ангажује као своју личну стражу. Током година, нови регрути из Шведске, Данске и Норвешке су чинили претежно скандинавски контингент у стражи све до краја 11. века. Толико много Скандинаваца је долазило да ступи у гарду да се средњовековни шведски закон из Вастерготланда прописивао да нико не може да наследи имање док се налази у Грчкој (Византији). У 11. веку још два европска двора су регрутовали Скандинавце: кијевски (око. 980–1060) и лондонски (1018–1066).
После стотинак година постојања, гарда је упошљавала и Англосаксонце након Норманског освајања Енглеске. До времена цара Алексија I Комнина, Варјашка гарда је регрутовала углавном Англо-Саксонце и друге „који су пропатили од руку Викинга и њихових рођака Нормана“. Англо-Саксонци и друга германска племена су делили са Викинзима традицију верне службе (до смрти ако је потребно), а после норманског освајања Енглеске било је много ратника који су изгубили своје поседе и бивши господара који су тражили неко друго место за живот.
Варјашка гарда не само да је обезбеђивала византијске цареве, већ је и учествовала у многим ратовима које је водила Византија и играла је кључну улогу, пошто се обично улазила у борбу у критичним тренуцима битке. До краја 13. века Варјази су се углавном стопили са Византинцима, мада је гарда наставила да постоји до половине 14. века, а 1400. је још увек било људи у Цариграду који су се изјашњавали као Варјази.